# 사전 (소프트웨어)
사전(Dictionary)은 macOS의 한 부분으로서 애플이 개발한 응용 소프트웨어이다. 이 애플리케이션은 다양한 사전, 위키백과 문서, 애플 관련 용어사전의 정의와 동의어를 제공한다.
사전은 New Oxford American Dictionary와 Oxford American Writer's Thesaurus와 함께 맥 OS X 타이거(10.4)에 도입되었다. 맥 OS X 레퍼드(10.5)에는 일본어 사전들이 추가되었고 맥 OS X 라이언(10.7)에는 옥스퍼드 영어사전이 추가되었으며 OS X 마운틴 라이언(10.8)에는 프랑스어, 독일어, 스페인어, 중국어가 추가되었다.